# Accademia dei Georgofili
Pour les articles homonymes, voir Accademia.
L’Accademia dei Georgofili est une institution historique florentine créée le 4 juin 1753, et toujours active, qui promeut l'étude de l'agronomie, la sylviculture, l'économie et la géographie agraire.
Au cours de son histoire, elle a été accueillie dans la bibliothèque Magliabechiana et au Palazzo Vecchio, et depuis 1932, son siège se trouve dans l'ancienne Torre dei Pulci.

## Histoire

### Fondation
L'Accademia dei Georgofili est fondée le 4 juin 1753 à Florence en réponse à un essai du chanoine Ubaldo Montelatici, qui proposait de nouveaux horizons à la recherche agricole :  son principal objectif était l'amélioration de la production agricole grâce à un usage rationnel du sol. En 1783, elle fusionne avec la Società Botanica et reçoit en concession le jardin des simples. Avec le soutien du grand-duc Léopold II, l'Accademia acquiert un prestige considérable.

### Attentat
Dans la nuit du 26 au 27 mai 1993, un engin explosif attribué à Cosa nostra a été déclenché dans une Fiat Fiorino bourrée d'explosifs près de la tour historique dei Pulci, tuant cinq personnes et en blessant 48 autres. L'explosion a causé des dommages à la bibliothèque de l'Académie, nécessitant trois ans de travaux afin de restaurer le bâtiment et le rendre à son ancien état.